# Мара Рачева
Мара Тодорова Рачева е български политик от Българския земеделски народен съюз.

## Биография
Родена е на 29 юни 1920 година в семейството на полковник Петър Рачев (р. 1876). През 1943 година завършва право. От ранна възраст членува в БЗНС и в края на 1944 година става секретар на главния секретар на съюза Г. М. Димитров, а след смяната му през януари 1945 година – на новия главен секретар Никола Петков.
На 23 май 1945 година Рачева оказва помощ на избягалия от домашен арест Г. М. Димитров, който се укрива първо при британски, а впоследствие при американски дипломати. На следващия ден тя е арестувана от Държавна сигурност и е подложена на тежки изтезания, в резултат на които умира на 28 май.
Според официалната версия на властите Мара Рачева се самоубива, скачайки от четвъртия етаж на сградата на Дирекция на милицията. Британски дипломати съобщават в Лондон свидетелството на лекаря на майката на Мара за многобройните следи от изтезания по тялото на момичето, които доказват нейната насилствена смърт.

## Памет
На Мара Рачева е наречена улица в квартал „Дианабад“ в София (Карта).